# AAA浦田直也のいけ!浦田直也
AAA浦田直也のいけ!浦田直也（トリプルエーうらたなおやのいけ!うらたなおや）は、2008年4月7日から2014年3月31日まで東北放送（TBCラジオ）で放送されていたラジオ番組。

## 概要
- パーソナリティは、AAA・浦田直也
- 2006年（平成18年）4月から「イキナリ!」枠で「AAAのRadio'n Fire」としてスタートし、2年間放送された。2008年（平成20年）4月の改編で「イキナリ!」枠は廃止されたが、「Radio'n Fire」は番組名を「AAA浦田直也のいけ!浦田直也」に変え、放送時間も変えて引き続き放送されることになった。
- 番組名と放送時間は変更されたが、番組内容は「Radio'n Fire」のものが引き継がれた。
- 基本的には生放送であるが、2週に一度は録音放送であるために録音放送日はFAXの受付やメールの受付は行わない。
- 月曜にTBCパワフルベースボールが入ることがあり、その日は放送は中止される。また野球中継が中止の場合は録音放送となる。
- たまにAAAのメンバーがゲスト出演することがある。
- 2011年3月11日の東日本大震災発生以降、仙台での放送が出来なかったために、4月までは電話での放送となった。
  - 東北放送では東京支社にスタジオがあるがここからの放送はなかった。
- 2011年4月より20:30-21:30に短縮となった。
- 2011年12月より、生放送時は『絆スタジオ』より放送するようになった。
- 2014年3月31日をもってイキナリから8年間続いた番組が放送終了となった。

## 放送時間
- AAAのRadio'n Fire（イキナリ!枠）
2006年4月6日 - 2008年3月20日 木曜日 23:30 - 翌日1:00
- AAA浦田直也のいけ!浦田直也
2008年4月7日 - 2014年3月31日 月曜日 20:30 - 21:30
  - 2011年3月までは20:00 - 21:30だったが、2011年4月より東日本大震災報道番組「3.11みやぎホットライン」を放送する関係で30分短縮となった。

## コーナー
各コーナーの詳細は、番組のウェブサイトを参照
- うらいツ句
- 告白メエルぐらんぷり
- 恋愛保健室

など